# Valentina De Luca
Valentina De Luca (1º ottobre 1984) è una calciatrice italiana, attaccante delle Azalee.